# Mobile Forces
Mobile Forces – gra komputerowa z gatunku first-person shooter, stworzona przez Rage Software w 2002 roku. Mobile Forces została zaprojektowana do gry wieloosobowej, podczas której dwie frakcje reprezentowane przez graczy walczą ze sobą.
Rozgrywka toczy się na kilkunastu mapach, a gracze mogą uczestniczyć w kilku trybach gry. Oprócz klasycznych trybów Deathmatch, Team Deathmatch i Capture the Flag możliwa jest rozgrywka w wariantach Holdout (utrzymanie części mapy przez określony czas), Detonation (zadanie umieszczenie klucza w detonatorach eliminujących drużynę wroga), Safecracker (kradzież złota ukrytego w sejfie) oraz Trailer (przejęcie samochodu-pułapki). Gracze mają do dyspozycji kilkanaście rodzajów broni oraz kilka typów pojazdów do podróżowania po mapie.